# Amphimachus
Amphimachus kan op twee personen uit de Ilias van Homerus slaan: 
1: De zoon van Cteatus, een Griekse held uit Epis in de Trojaanse Oorlog. Hij is de kleinzoon van Poseidon. In de strijd werd hij gedood door Hector.
2: De zoon van Nomion. Hij was samen met zijn broer Nastes de leider van de Caianen, een volk dat aan de zijde van de Trojanen vocht. Hij werd door Achilles gedood, omdat hij zo'n overdadige wapenrusting aanhad, die Achilles naderhand ook roofde. 
Amphimachus verwijst tevens naar een van de vrijers van Penelope.